# Ksar Assa
Pour les articles homonymes, voir Assa.
Ksar Assa (en arabe : قصر أسا) est un village fortifié dans la province d'Assa-Zag, région de Guelmim-Oued Noun au sud du Maroc.